# Caltagirone
Caltagirone ist eine Stadt und Gemeinde der Metropolitanstadt Catania in der Region Sizilien in Italien mit 35.610 Einwohnern (Stand 31. Dezember 2023). Caltagirone ist eine der spätbarocken Städte des Val di Noto, die 2002 von der UNESCO zum UNESCO-Welterbe erklärt wurden.

## Lage und Daten
Caltagirone liegt 74 km westlich von Catania. Die Einwohner arbeiten in der Industrie und der Landwirtschaft.
Die Nachbargemeinden sind Acate (RG), Gela (CL), Grammichele, Licodia Eubea, Mazzarino, Mazzarrone, Mineo, Mirabella Imbaccari, Niscemi (CL), Piazza Armerina (EN) und San Michele di Ganzaria.

## Geschichte
Schon in vorgeschichtlicher Zeit bewohnten Menschen die Gegend um Caltagirone. Dies wird u. a. durch Nekropolen in der Umgebung belegt, vor allem der Nekropole Montagna di Caltagirone, in der durch 1903 Paolo Orsi über 1500 Felskammergräber erforscht wurden, die bis in die Mitte 2. Jahrtausend v. Chr. zurückreichen. Auf dem Gebiet der Gemeinde sind auch Reste einer vorgeschichtlichen (eventuell sikelischen) Siedlung gefunden worden.
Die heutige Stadt wurde im 9. Jahrhundert von den Arabern gegründet, die hier eine Festung bauten und sie Qalat-al-Ghiran (Burg über den Höhlen; in den lateinischen Quellen als Calatagerun) nannten. Die Festung wurde von einer Gruppe Ligurer im Jahr 1030 erobert, sie konnten die Stadt aber nicht lange halten. Auch nach der Eroberung Siziliens durch die Normannen zwischen 1061 und 1091 blieb Caltagirone arabisch. 1161 flohen vertriebene Araber aus den Nachbarorten nach Caltagirone. Unter der Herrschaft von Friedrich II. ab dem Jahr 1207 wuchs die Stadt weiter.
Ab dem 15. Jahrhundert entwickelte sich Caltagirone zur Stadt der Töpferkunst. Zu dieser Zeit wohnten hier etwa 20.000 Menschen und etwa 1000 übten den Beruf des Keramikers aus. Bis heute gilt Caltagirone als die „Keramikhauptstadt“ Siziliens.
Das Erdbeben auf Sizilien 1693 im Val di Noto zerstörte die Stadt. Sie wurde an gleicher Stelle im Laufe von etwa zehn Jahren im Stil des sizilianischen Barocks wieder aufgebaut.

## Wirtschaft
Caltagirone ist eines der historischen Zentren der Keramikherstellung in Sizilien. Die Keramikproduktion ist auf Sizilien seit dem Neolithikum nachgewiesen. Im Laufe der Jahrtausende wurden immer wieder Anregungen von außen aufgenommen. Seit 1918 besteht eine staatliche Fachschule für Keramik (Istituto Statale d’Arte per la Ceramica “ L. Sturzo”), die auf Initiative des damaligen Bürgermeisters Don Luigi Sturzo gegründet wurde. Sie bietet auch eine spezielle Ausbildung in Keramikrestaurierung an. Keramik aus Caltagirone wird heute weltweit vermarktet.

## Verkehr
Der Ort ist mit der Bahnstrecke Lentini Diramazione–Caltagirone–Gela an das italienische Bahnnetz angeschlossen. Caltagirone ist wegen eines Brückeneinsturzes seit Mai 2011 Endstation aus Richtung Lentini Diramazione. Im Juli 2022 begann der Brückenneubau und die Strecke soll 2023 wieder durchgängig befahrbar sein.[veraltet]
Eine Schmalspurzahnradbahn, die Bahnstrecke Dittaino–Caltagirone, wurde 1971 stillgelegt.
Bei Caltagirone gibt es einen kleinen Flugplatz (Aviosuperficie Massarotti) für die allgemeine Luftfahrt.

## Bauwerke

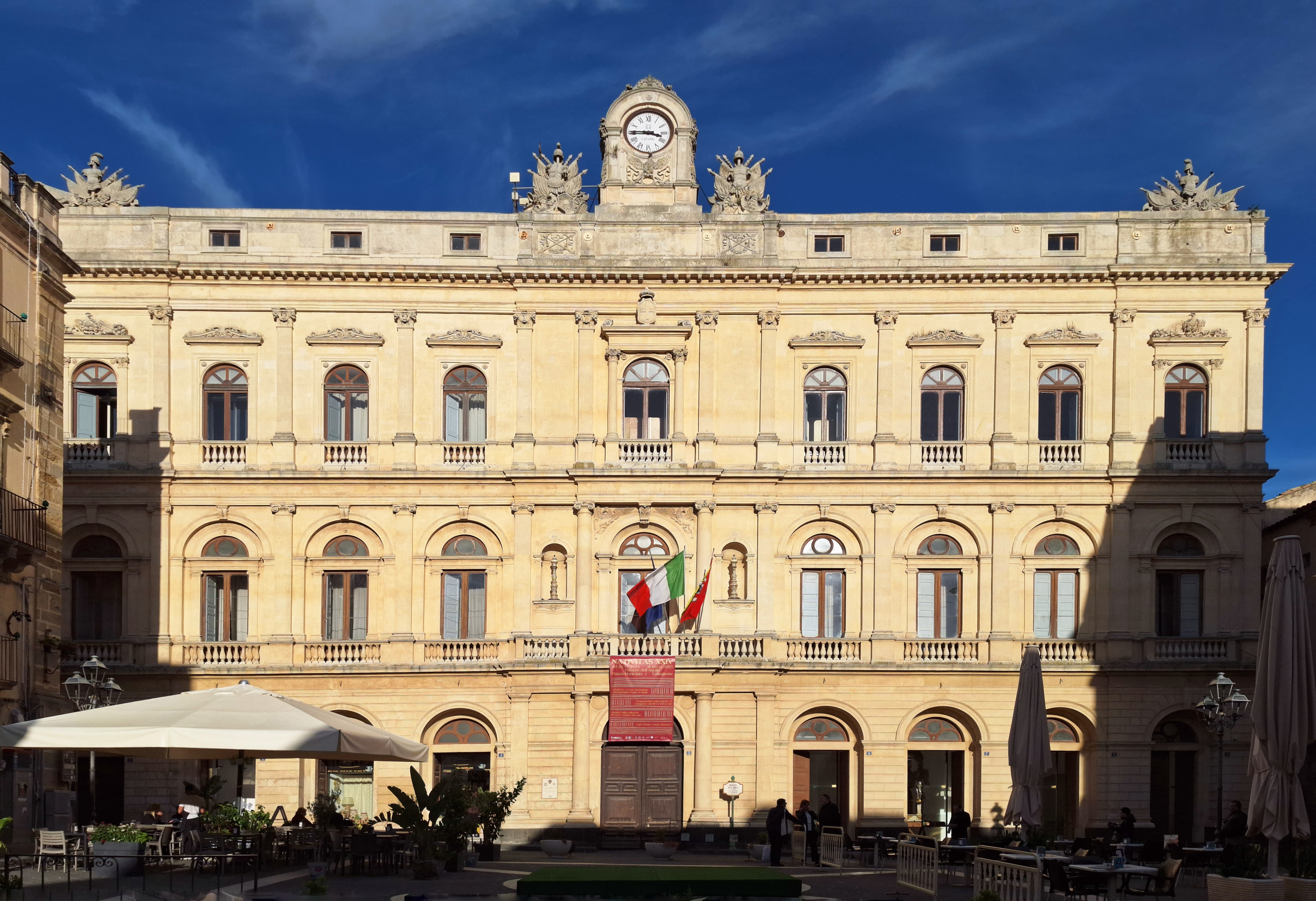
Palazzo dell'Aquila, Rathaus

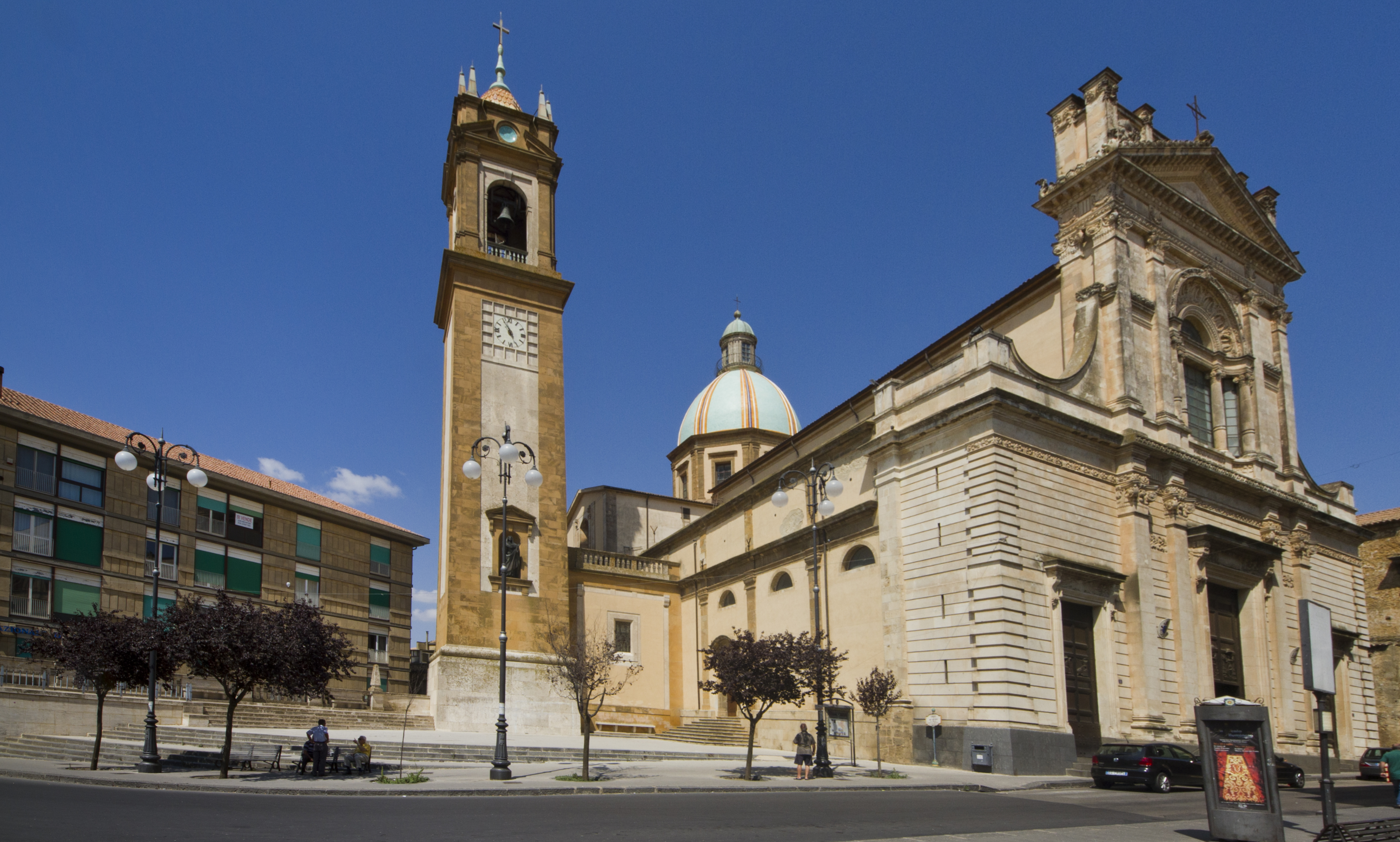
Kathedrale S. Giuliano

- Palazzo dell'Aquila, Rathaus aus dem 19. Jahrhundert
- Teatrino, erbaut 1792 nach einem Entwurf von Natale Bonaiuto, heute Sitz des Keramikmuseums mit einer Sammlung der Keramik Siziliens und Sitz des Kunstinstituts für Keramik
- Städtisches Museum im ehemaligen Bourbonen-Gefängnis mit Ausstellungsstücken von Künstlern wie Skulpturen und Gemälden sowie von Münzen aus der Region
- Kathedrale S. Giuliano angiovinischen Ursprungs, umgebaut am Anfang des 19. Jahrhunderts
- Kirche San Francesco di Assisi
- Kirche San Francesco di Paola
- Kirche Santa Maria del Monte
- Freitreppe Santa Maria del Monte, erbaut 1606 und ursprünglich als Straße geplant, um den oberen Stadtteil mit dem unteren zu verbinden (die 142 Stufen sind seit 1954 mit handgemalter Keramik verkleidet, die die Geschichte der Keramik-Erstellung zeigen)
- Museum mit Originalpuppen des Sizilianischen Marionettentheaters
- Giardino Pubblico, Stadtpark im Stil englischer Gärten mit künstlichem See und maurischem Musikpavillon
- Villa Patti, erbaut um 1900 im neugotischen Historismus

## Bilder

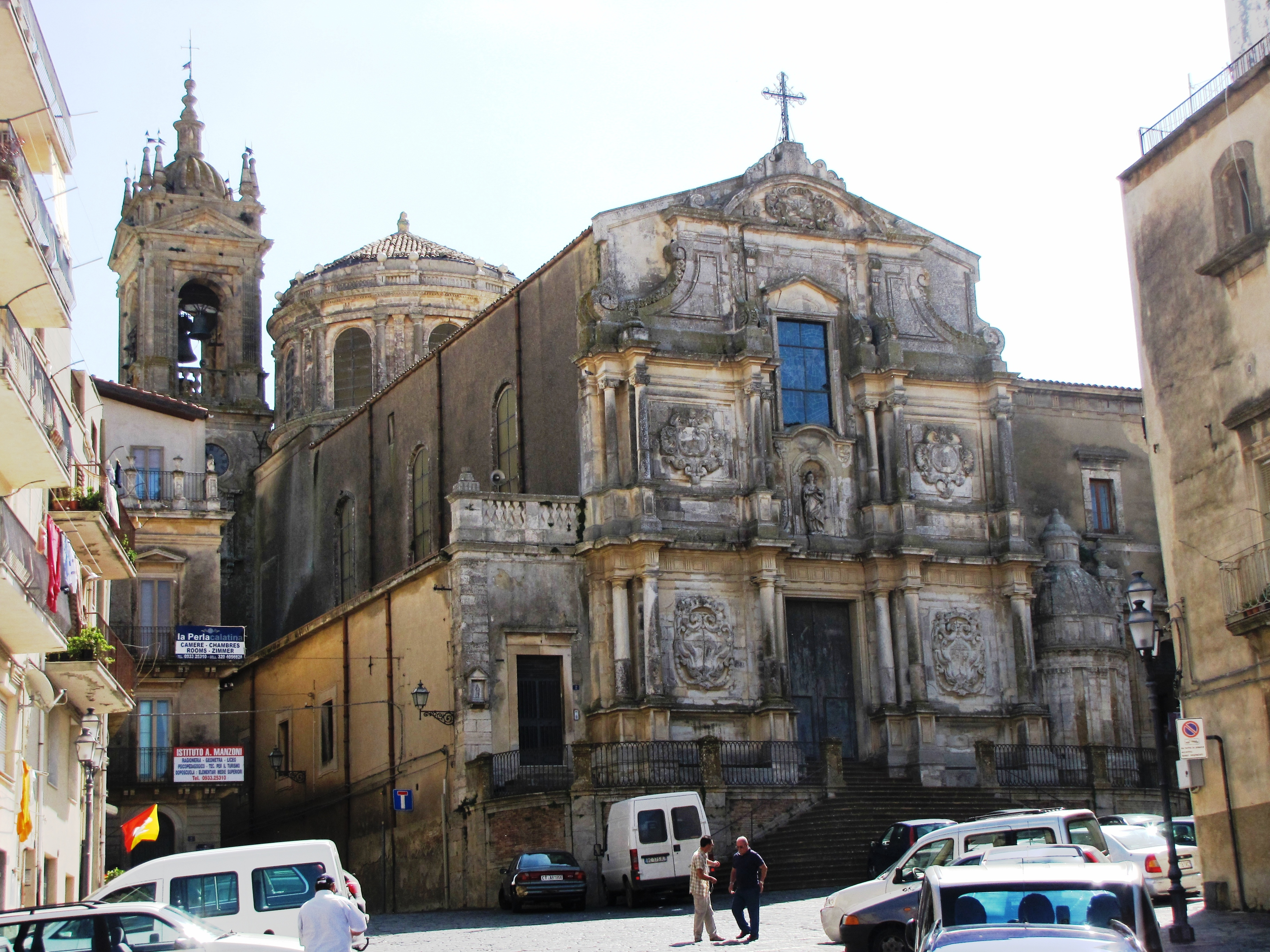
Chiesa San Francesco d'Assisi
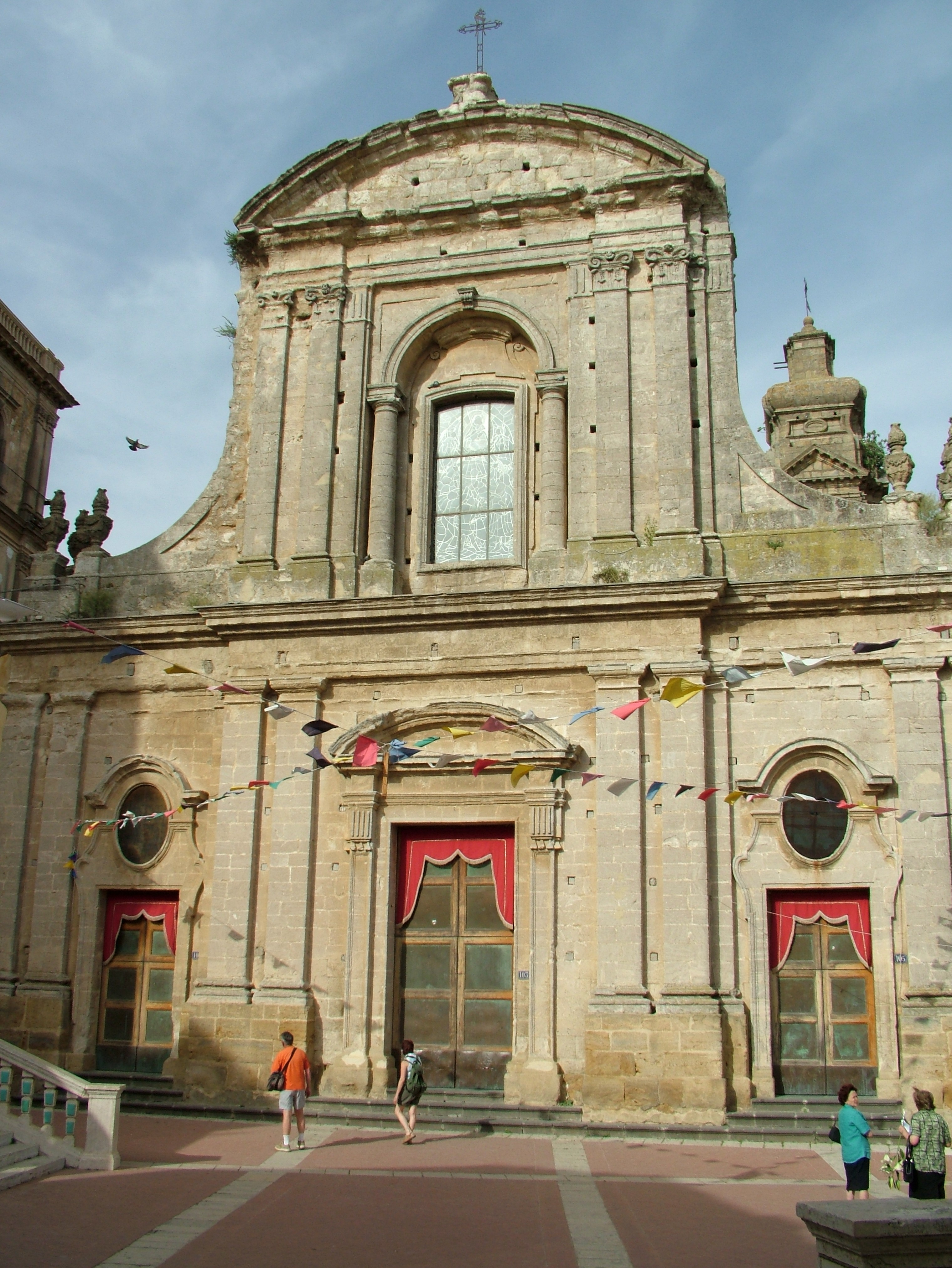
Chiesa Santa Maria del Monte
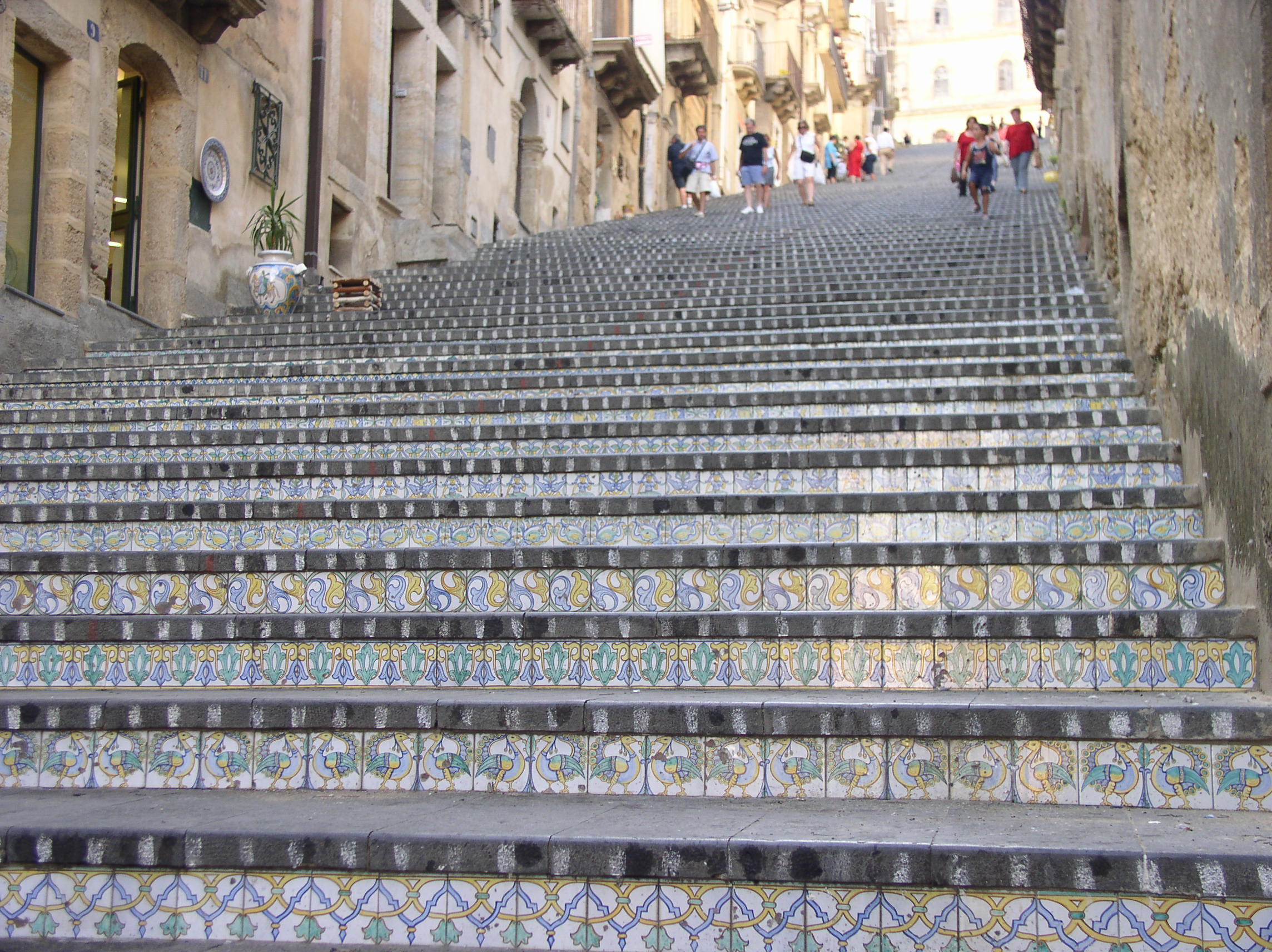
Freitreppe Santa Maria del Monte mit Keramikstufen
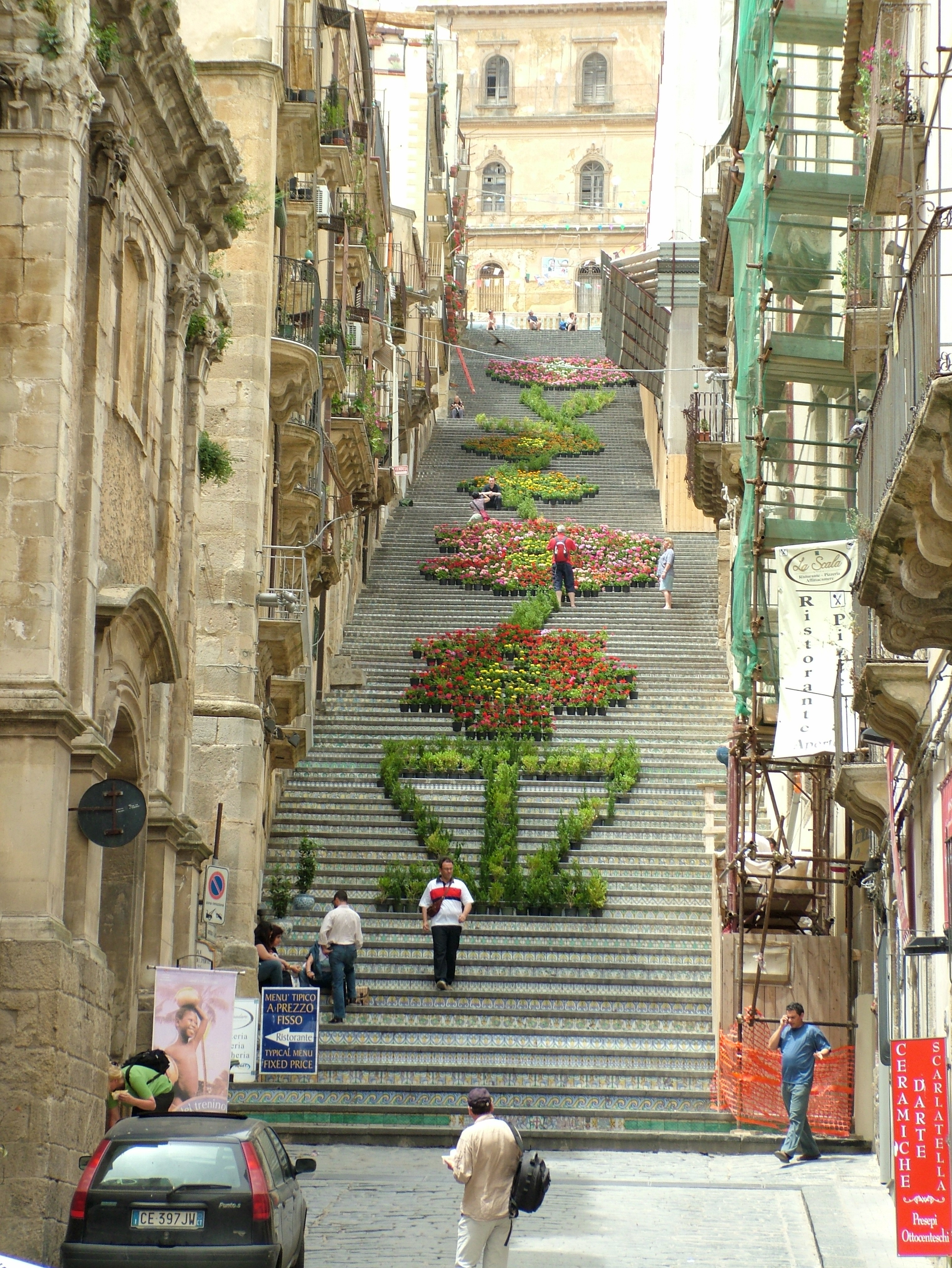
Freitreppe Santa Maria del Monte mit Blumenschmuck
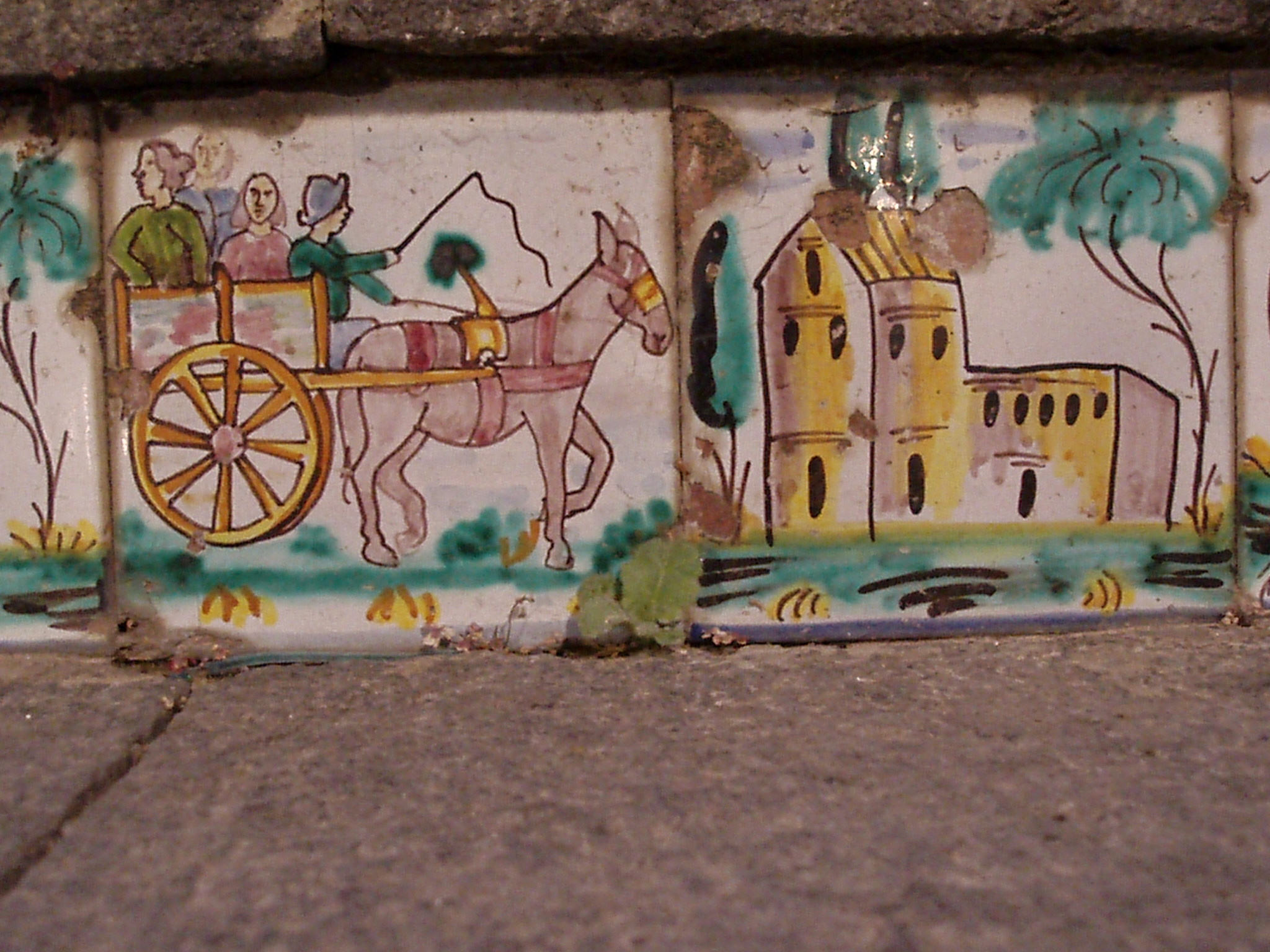
Detailansicht der Freitreppe Santa Maria del Monte
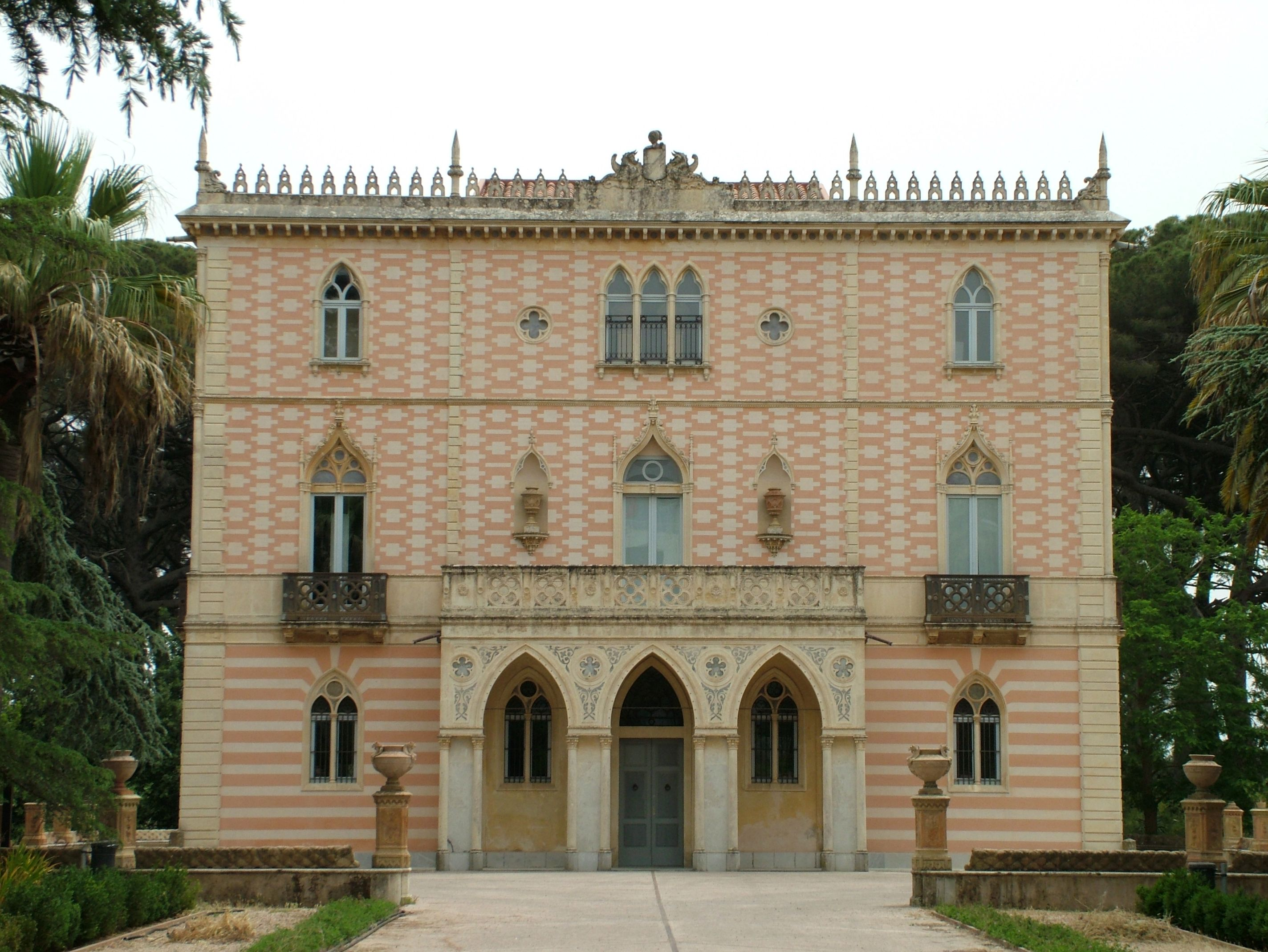
Villa Patti

## Veranstaltungen
- Ende Mai wird zu Ehren der Maria Santissima dei Conadomini die Treppe Santa Maria del Monte aufwändig mit Blumen geschmückt.
- Jedes Jahr am 24. und 25. Juli wird die Treppe zum Fest des heiligen Giacomos, des Schutzpatrons der Stadt, mit Hunderten von Kerzen und Öllampen beleuchtet.

## Söhne und Töchter der Stadt
- Niccolò Longobardo (1565–1654), Jesuit und Chinamissionar
- Giuseppe Vaccaro (1793–1866), Maler, Bildhauer und Restaurator
- Giuseppe Vaccaro (Bildhauer, 1808) (1808–1889), Bildhauer und Terrakottabildner
- Luigi Sturzo (1871–1959), Priester und Politiker
- Rosina Anselmi (1876–1965), Theater- und Filmschauspielerin
- Mario Scelba (1901–1991), Politiker, Ministerpräsident Italiens
- Francesco Angelico (* 1977), Dirigent
- Giuseppe Mascara (* 1979), Fußballspieler
- Nicole Grimaudo (* 1980), Filmschauspielerin
- Piero Messina (* 1981), Filmregisseur und Drehbuchautor
- Filippo Randazzo (* 1996), Leichtathlet